# Lachenkopf
De Lachenkopf is een 2112 meter hoge berg in de deelstaat Beieren, Duitsland.

## Geografie
De Lachenkopf maakt deel uit van de Allgäuer Alpen. Ten westen van de berg bevindt zich de Schochen en ten oosten ligt de Laufbacher Eck.